# Romance de Regencia

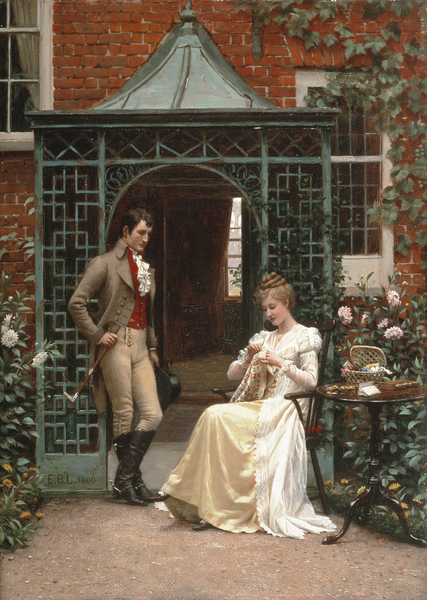
On the Threshold (En el umbral) (1900), de Edmund Leighton, un cuadro ambientado en la época de la Regencia.

Los romances de Regencia son un subgénero de novelas románticas ambientadas en el periodo de la Regencia británica (1811-1820) o principios del siglo XIX. En lugar de ser simples versiones de historias románticas contemporáneas transportadas a un escenario histórico, los romances de Regencia constituyen un género distinto con su trama y sus convenciones estilísticas. No derivan tanto de las obras contemporáneas del siglo XIX de Jane Austen, sino más bien de Georgette Heyer, que escribió más de dos docenas de novelas ambientadas en la Regencia desde 1935 hasta su muerte en 1974, y del género de ficción conocido como novela costumbrista. En particular, las Regencias más tradicionales presentan una gran cantidad de diálogos inteligentes y rápidos entre los protagonistas y muy poco sexo explícito o discusión sobre el sexo.

## Subgéneros
Muchos lectores y escritores de novela romántica de la Regencia distinguen entre «novela romántica tradicional de la Regencia» y «novela histórica de la Regencia». Muchas autoras han empezado escribiendo novelas tradicionales y posteriormente han escrito novelas históricas, como Mary Balogh, Jo Beverley, Loretta Chase y Mary Jo Putney.

### Romance tradicional de Regencia
La distinción se basa en la definición de género del romance de Regencia: las obras que siguen la tradición de Georgette Heyer, con énfasis en la trama romántica principal, se consideran tradicionales. Las escritoras de novela romántica de la Regencia tradicional suelen prestar mucha atención a los detalles históricos, ya que sus lectores son muy dados a señalar errores, y las escritoras suelen investigar a fondo para poder entender y reproducir con claridad la voz del género. Después de que las novelas de Heyer se hicieran populares en Estados Unidos en la década de 1960, muchas editoriales empezaron a publicar otros libros ambientados en la Regencia de nuevas autoras, como Clare Darcy y Elizabeth Mansfield. Signet, Dell y Fawcett fueron algunas de las editoriales que publicaron Regencias tradicionales en rústica; esta última acabó creando un sello especial, Fawcett Coventry, que publicaba Regencias y romances de otros periodos históricos.

### Romance histórico de Regencia
Los libros ambientados en la Regencia escritos por autoras como Christina Dodd, Eloisa James y Amanda Quick suelen considerarse obras históricas de la Regencia. Los romances de la Regencia que pueden incluir más realismo social o, por el contrario, una caracterización anacrónicamente moderna, pueden ser clasificados por algunos como «Históricos de la Regencia», lo que significa que su escenario general es la Inglaterra de la Regencia, pero la trama, la caracterización o el estilo de prosa de la obra van más allá de la fórmula de género de los romances de la Regencia publicados por Heyer y sus sucesoras. Los personajes pueden comportarse de acuerdo con valores modernos, en lugar de con los de la Regencia.
En los últimos años, Mary Balogh, Jo Beverley, Loretta Chase, Lisa Kleypas y Stephanie Laurens han popularizado el romance histórico sensual de la Regencia. Estas novelas son mucho más explícitas que las obras de «Regencia tradicional» e incluyen muchas más escenas de amor.

## Elementos en común
Muchas novelas románticas de la Regencia incluyen lo siguiente:
- Referencias al ton (le bon ton)
- Las representaciones de actividades sociales son habituales durante la temporada social, como los paseos en carruaje, las visitas matinales, las cenas, las rondas, las obras de teatro, las óperas, las asambleas, los bailes, etc.
- Referencias o descripciones de actividades deportivas practicadas por los jóvenes a la moda de la época, como equitación, conducción, boxeo, esgrima, caza, tiro, etc.
- Diferencias de clase social
- Matrimonios de conveniencia: un matrimonio basado en el amor rara vez era una opción para la mayoría de las mujeres en la Regencia británica, ya que asegurar un ingreso estable y suficiente era la primera consideración tanto para la mujer como para su familia.[4]
- Falsos compromisos
- Ciprianas (trabajadoras sexuales), demireps (mujeres de mala reputación), amantes y otras mujeres empleadas por rakehell y hombres de las clases altas
- Identidad equivocada, deliberada o no.
- Elementos de misterio o farsa en la trama
- El sistema de rangos de la nobleza inglesa desempeña un papel importante en el "mercado matrimonial" de la novela de la Regencia. Los observadores han señalado un exceso de duques en el género, inexacto desde el punto de vista histórico e improbable desde el punto de vista estadístico.[5]

1. Duque
2. Marqués
3. Conde
4. Vizconde
5. Barón

## Popularidad del género
Al igual que otros géneros y subgéneros de ficción, las regencias experimentan oscilaciones cíclicas de popularidad.
El número de lectores disminuyó durante la década de 1990 con el auge de los romances históricos (y el cambio de muchos escritores de Regencia al género histórico). A principios de la década de 2000, tanto las regencias como otros romances históricos perdieron popularidad en favor de la ambientación contemporánea. El mercado estadounidense se vio afectado por los cambios en la distribución y venta de novelas románticas. Las dos últimas grandes editoriales estadounidenses que produjeron regularmente las Regencias «tradicionales» más cortas fueron Zebra y Signet. Esto terminó en 2005, cuando Zebra puso fin a su línea de Regencias tradicionales, y a principios de 2006, cuando Signet puso fin a sus Regencias. En Estados Unidos se siguen publicando algunas nuevas regencias «tradicionales»; algunas de las pocas editoriales que aún lo hacen son Avalon Books, Five Star Books y Cerridwen Press (Cotillion). También se pueden encontrar regencias publicadas anteriormente en el mercado de libros de segunda mano, a través de Belgrave House (que publica libros descatalogados) y como reimpresiones en libros electrónicos.
El subgénero de la Regencia cambió un poco durante las décadas de 1990 y 2000, cuando los autores empezaron a incorporar más sexo en sus novelas, bajo la presión de una base de lectores cambiante. Aunque algunos lectores veteranos se resistieron, los editores consideraron la inclusión de escenas de sexo como un medio de mantener a flote el subgénero. El objetivo era atraer a una nueva generación de lectores sin renunciar a los argumentos ingeniosos e inteligentes que tanto gustan a los lectores fieles. Autoras de novelas románticas de la Regencia como Sandra Heath, Anita Mills y Mary Balogh fueron las primeras en escribir sobre relaciones sexuales entre el héroe y la heroína (o, más raramente, entre el héroe y su amante).
No todas las novelas románticas de la Regencia son espumosas piezas de época. Autoras como Balogh, Carla Kelly, Sheila Bishop, Anna Harrington y Mary Jo Putney retratan los entresijos de la sociedad de la Regencia y exploran en sus novelas diversos males sociales. Algunas autoras presentan héroes y heroínas con graves problemas, que sufren traumas tras la guerra, alcoholismo, depresión, etc.